# Система относительного большинства
Системами относительного большинства с одним туром называют избирательные системы в которых побеждает кандидат (или несколько кандидатов), который набрал относительное большинство голосов. Система относительного большинства может определять одного победителя или нескольких
Системы относительного большинства отличаются от систем абсолютного большинства, где кандидату для победы надо набрать больше половины голосов (больше чем у всех остальных кандидатов в сумме, если у каждого избирателя по одному голосу). При системе относительного большинства побеждает лидирующий кандидат, вне зависимости от того, есть ли у него абсолютное большинство голосов, или нет. Не все мажоритарные избирательные системы являются системами относительного большинства; такой, например, не является система моментального многотурового голосования. Также, не каждая система относительного большинства является мажоритарной системой, например, ограниченное голосование и система единого непередаваемого голоса используют правила относительного большинства, но считаются полупропорциональными системами.
По настоящее время системы относительного большинства для выборов в законодательные собрания или на исполнительные должности используются лишь в небольшом числе стран, в основном, по историческим причинам, в англоговорящих. Они используются в большинстве выборов в США, в выборах нижнюю палату (Лок сабха) парламента Индии, выборах в британскую Палату общин, местных выборах в Англии и федеральных и провинциальных выборах в Канаде. Также примером системы относительного большинства являются большинство выборов в Коллегию выборщиков на уровне штатов во время президентских выборов в США.
По мнению большинства сторонников избирательных реформ, системы относительного большинства уступают многим системам, как мажоритарным (таким как системы ранжированного голосования), так и пропорциональным (таким как система единого передаваемого голоса и пропорциональная система с открытыми списками).

## Голосование
При выборе одного победителя, каждый избиратель может проголосовать только за одного кандидата, и побеждает кандидат, представляющий относительное большинство избирателей, то есть получивший наибольшее число голосов. Это делает систему относительного большинства одной из самых простых из всех избирательных систем для избирателей и сотрудников избирательных комиссий (в то же время, устройство избирательных округов может быть очень спорным вопросом)
На выборах в законодательный орган с одномандатными округами каждый избиратель в определённом географическом избирательном округе могут проголосовать за одного кандидата из числа кандидатов, которые выдвинулись в этом округе. По системе относительного большинства, победитель этих выборов становится представителем всего избирательного округа и работает в парламенте с представителями из других избирательных округов.
На выборах на одно место, таких как выборы президента в президентской республике, используется бюллетень такого же вида, и побеждает кандидат, получивший наибольшее число голосов.
В двухтуровой системе два кандидата с наибольшим числом голосов проходят во второй тур.
На выборах по системе относительного большинства с n победителями побеждают n кандидатов с наибольшим числом голосов. У избирателей может быть возможность проголосовать за одного кандидата, до n кандидатов, или какое-то другое число.

### Система относительного большинства в одномандатных и многомандатных округах
Системы относительного большинства в одномандатных округах просты в использовании. Кандидат, получивший больше голосов, чем любой другой кандидат, объявляется победителем. В зависимости от числа кандидатов и их популярности в сообществе, возможна ситуация, что победителю не нужно будет абсолютное большинство для победы, это называется спойлер-эффектом. В многомандатном округе при системе относительного большинства выиграть чуть сложнее. Победившими будут считаться кандидаты, получившие наибольшее число голосов относительно других.

### Виды бюллетеней

Пример бюллетеня при системе относительного большинства

Большинство бюллетеней при системе относительного большинства можно разделить на два вида. Самый простой вариант — пустой бланк, куда избирателю надо самому вписать имя кандидата или кандидатов. Более структурированный бюллетень будет содержать список кандидатов с возможностью поставить отметку напротив одного или нескольких кандидатов; при этом структурированный бюллетень может содержать поле для вписывания иного кандидата.

### Примеры системы относительного большинства
Система относительного большинства используется в местных или национальных выборах в 43 из 193 странах-членов ООН. Она особенно преобладает в Великобритании, США, Канаде и Индии.

#### Выборы в британский парламент
В Великобритании, как и в США и Канаде, используются одномандатные округа для выборов в национальный парламент. Каждый избирательный округ избирает одного депутата, кандидата, который набрал больше всех голосов, вне зависимости от того, набрал он 50%, или нет. Например, в 1992 году шотландский Либеральный демократ выиграл место (округ Инвернесс, Нэрн и Лохабер) с всего лишь 26% голосов. Система с одномандатными округами и требованием относительного большинства для победы часто приводит к созданию двух крупных основных политических партий. В странах с пропорциональным представительством нет настолько сильного стимула голосовать за большую партию, что приводит к появлению многопартийных систем.
В Уэльсе, Шотландии и Северной Ирландии используется система относительного большинства для выборов в британский парламент, но в выборах в местные парламенты и собрания используются вариации пропорциональных избирательных систем. Во всей Великобритании использовалась та или иная форма пропорциональной системы для выборов в Европарламент.
Политические системы стран, унаследовавшие британскую мажоритарную систему стремятся к формированию двух основных партий: правой и левой, таких как Демократическая и Республиканская в США. Исключением является Канада с тремя основными политическими партиями: левой Новой демократической партией, правой Консервативной партией и левоцентристской Либеральной партией. Четвёртая партия, более не являющейся одной из основных, это сепаратистский Квебекский блок, которая является региональной и выдвигает кандидатов только в Квебеке. Новая Зеландия раньше использовала британскую систему, которая также привела к двум основным партиям. Такая система не устраивала многих новозеландцев, что привело к принятию в 1993 году парламентом Новой Зеландии новой избирательной системы на подобие немецкой системы пропорционального представительства с частичным местным представительством. В Новой Зеландии вскоре сформировалась более сложная партийная система.
После парламентских выборов 2015 года в Великобритании Партия независимости Соединённого Королевства призывала к переходу на пропорциональную систему после того, как она получила 3 881 129 голосов, но только одного депутата в парламенте. Похожим образом была недопредставлена Зелёная партия, что сильно контрастировало с Шотландской национальной партией, сепаратистской партией, получившей всего 1 454 436 голосов, но выигравшей 56 мест из-за более географически сконцентрированной поддержки.

#### Пример
Это условный пример, использующий соотношения населения одного из регионов России.
Представим, что в Кузбассе голосуют за столицу региона. Население региона сконцентрированно в двух районах с наибольшим числом городских поселений, причём три из четырёх городов с наибольшим населением находятся в одном районе. В данном примере предположим, что все избиратели живут в этих четырёх крупнейших городах, и каждый избиратель хочет жить как можно ближе к столице
Столицу выбирают из следующих вариантов:
- Кемерово, самый населённый город региона с 41 % избирателей, но находящийся на отдалении от всех остальных
- Новокузнецк с 39 % избирателей, находящийся в центре более крупного из двух районов концентрации населения
- Прокопьевск с 13 % избирателей
- Междуреченск с 7 % избирателей

Предпочтения избирателей распределятся так:
| 41 % избирателей (около Кемерова)                         | 13 % избирателей (около Прокопьевска)                     | 39 % избирателей (около Новокузнецка)                     | 7 % избирателей (около Междуреченска)                     |
| --------------------------------------------------------- | --------------------------------------------------------- | --------------------------------------------------------- | --------------------------------------------------------- |
| 1. Кемерово 2. Прокопьевск 3. Новокузнецк 4. Междуреченск | 1. Прокопьевск 2. Новокузнецк 3. Междуреченск 4. Кемерово | 1. Новокузнецк 2. Прокопьевск 3. Междуреченск 4. Кемерово | 1. Междуреченск 2. Новокузнецк 3. Прокопьевск 4. Кемерово |

Если все избиратели в каждом городе наивно отметят на бюллетене свой город (избиратели Кемерова выберут Кемерово, избиратели Новокузнецка выберут Новокузнецк, и так далее), будет выбрано Кемерово, так как у него будет большинство голосов (41%). Эта система не требует от победителя иметь абсолютное большинство голосов, только относительное. Кемерово побеждает несмотря на то, что 59% избирателей в этом примере хотят видеть Кемерово столицей в последнюю очередь. Такая проблема не возникла бы в двухтуровой системе, в которой победил бы Новокузнецк.
В реальности при системе относительного большинства с одним туром многие избиратели в Прокопьевске и Междуреченске вероятно тактически проголосовали бы за Новокузнецк: см. ниже.

## Недостатки

### Тактическое голосование
В значительно большей степени, чем при других системах, при системе относительного большинства избирателем приходится прибегать к тактическому голосованию. Избирателям приходится голосовать за одного из двух наиболее вероятных победителей, даже если они не являются их реальным избранником, так как голос за любого другого кандидата маловероятно может привести к избранию предпочитаемого избирателем кандидата. Такой голос только уменьшит поддержку того кандидата, которого избиратель предпочитает из этих двух. Избиратели, которые не хотят «выкидывать» свой голос голосованием за кандидата с низкой вероятностью победы в их округе голосуют за менее предпочитаемого кандидата, который имеет больший шанс на победу. Так малая партия просто отнимает голоса у одной из крупных партий, что может изменить результаты выборов, ничего не дав избирателям. Любой новой партии приходится набирать электоральную поддержку и авторитет в течение нескольких выборов, прежде чем её будут воспринимать как партию, имеющую реальную возможность избраться.
В примере с Кузбассом, если все избиратели Прокопьевска и Междуреченска проголосуют за Новокузнецк, Новокузнецк победит с 59% голосов. Это будет только второй по предпочтению вариант для этих избирателей, но голосование за их наиболее предпочитаемые варианты, их собственные города, приведёт к избранию их наименее предпочитаемого варианта, Кемерова.
Наиболее радикальным образом эту проблему можно сформулировать так: «Все голоса не за второе место — это голоса за победителя». Так получается, потому что голосуя за иных кандидатов, избиратели «забирают» эти голоса у кандидата на втором месте, который мог выиграть, получив их. Демократы в США часто утверждают, что демократ Альберт Гор проиграл президентские выборы 2000 года республиканцу Джорджу Бушу — младшему, так как некоторые избиратели левых взглядов проголосовали за Ральфа Нейдера из Партии зелёных, которые, как показали экзитполы, скорее проголосовали бы за Гора, (45%), чем Буша (27%), и остальные не проголосовали бы ни за кого в отсутствие Нейдера.
Эта мысль иллюстрируется выборами в Пуэрто-Рико (зависимая территория США) и её тремя основными группами избирателей: индепендистас (за независимость), популярес (за статус-кво) и эстадистас (за получение статуса штата). Исторически сторонники индепендистас голосовали в поддержку популярес. Эта ситуация была причиной части побед популярес несмотря на то, что эстадистас поддерживаются большинством избирателей острова. Это настолько значимый феномен, что пуэрториканцы иногда называют индепендистас, которые голосуют за популярес «арбухами», делая отсылку на традиционные партийные цвета, так как арбуз зелёный снаружи, но красный внутри.
Тот факт, что избирателем нужно предугадывать, какие два кандидата будут наиболее популярными, приводит к различным нежелаемым последствиям:
- Велико влияние прессы. Часть избирателей будет верить предсказаниям в медиа о том, кем будут лидирующие кандидаты на выборах. Даже те избиратели, которые не доверяют медиа, знают, что другие избиратели верят медиа, и те кандидаты, к которым приковано наиболее внимание медиа, всё равно будут наиболее популярными и потому более вероятно станут одними из двух наиболее популярных
- Ранее не выдвигавшийся кандидат, которого тем не менее на самом деле поддерживает абсолютное большинство избирателей, из-за отсутствия электорального опыта может быть воспринят как не попадающий в верхнюю двойку. Из-за этого этот кандидат получит меньшее число голосов, вследствие чего будет восприниматься менее популярным в будущих выборах, что ещё сильнее усугубляет проблему, возникает накопительный эффект
- Такая система может побуждать голосовать против, а не за кандидатов. В Великобритании организуются целые кампании нацеленные на голосование против Консервативной партии голосованием за лейбористов или либеральных демократов. Например, в избирательном округе, контролируемом консерваторами с либеральными демократами на втором месте и лейбористами на третьем. Избирателей лейбористов могут призывать за кандидата либеральных демократов, которому требуется закрыть меньший отрыв голосов и у которого имеется бо́льшая поддержка в округе, а не за своего собственного кандидата, на основании того, что избиратели лейбористов предпочтут депутата из конкурирующей левой/либеральной партии, чем консерватора. Похожим образом в лейбористских/либерально-демократических округах, где консерваторы на третьем месте, избирателей консерваторов могут побуждать голосовать за либеральных демократов, чтобы одолеть лейбористов
- Если достаточно избирателей придерживаются этой тактики, система относительного большинства фактически становится «вторым туром», хотя первый тур при реальной двухтуровой системе проводится для учёта всеобщего мнения. Хорошим примером являются довыборы в округе Уинчестер в 1997 году.

Сторонники иных мажоритарных систем заявляют, что их предложения снизят нужду в тактическом голосовании и уменьшат спойлер-эффект. Примерами таких систем являются двухтуровая система и моментальное многотуровое голосование, а также менее проверенные системы, такие как одобрительное голосование, голосование со счётом и методы Кондорсе.

### Меньшее число партий

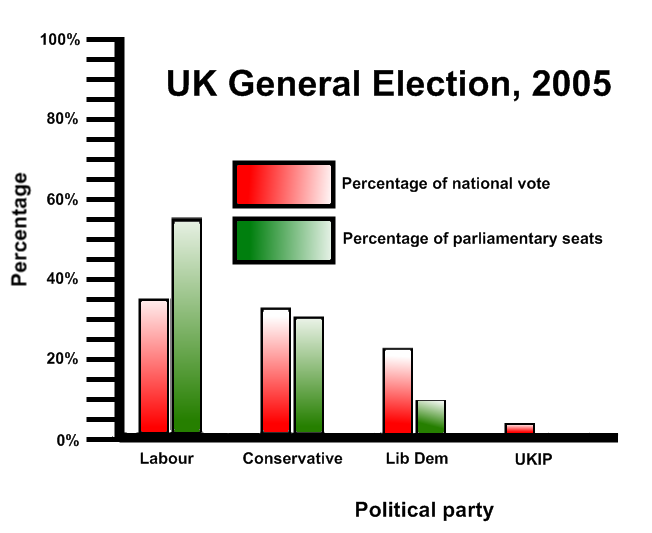
График, показывающий разницу между голосами избирателей и количеством мест, полученных основными политическими партиями на выборах в британский парламент в 2005 году

Закон Дюверже — теория, согласно которой система относительного большинства приведёт к формированию двухпартийной системы на достаточном отрезке времени Две доминирующие партии регулярно чередуются во власти и легко побеждают в округах из-за структуры систем относительного большинства Это ставит в невыгодное положение более мелкие партии, которые изо всех сил пытаются преодолеть порог голосов, и препятствует их росту..
Система относительного большинства стремится уменьшить число политических партий в большей степени, чем другие системы, увеличивая вероятность того, что одна партия будет иметь большинство в парламенте.
В Великобритании 22 из 27 парламентских выборов с 1922 года привели к правительству абсолютного большинства единственной партии, или, в случае Национальных правительств, парламенту, в которых такое правительство из одной партии могло быть сформировано.
Стремление системы относительного большинства к меньшему числу партий и более частому формированию правительства абсолютного большинства одной партии, которое может принимать во внимание меньший спектр проблем и вариантов развития страны. Вполне может сложиться ситуация, когда избирателю будет казаться, что у всех крупных партий схожий взгляд на проблемы, и он не может выразить своё несогласие через выборы.
Поскольку избирателям предлагается меньший выбор, избиратели будут голосовать за кандидата потому, что они не согласны с его позициями меньше, чем они не согласны с позициями его оппонентов. Это приводит к тому, что кандидаты всё меньше представляют точку зрения тех, кто за них голосуют.
Кроме того, власть одной партии с большей вероятностью приводит к радикальным изменениям в политике управления, при том что эти изменения поддерживаются только относительным большинством или минимальным абсолютным большинством, тогда как многопартийная система часто требует большего консенсуса для резких изменений в политике.

### «Выброшенные» голоса

Бюллетень с потенциально «выброшенным» голосом опускается в урну для голосования.

«Выброшенными» называют голоса, отданные за кандидатов, которые практически гарантированно проиграют в «безопасном» округе, а также голоса, отданные за победившего кандидата сверх числа, требуемого для победы. Системы относительного большинства используют принцип «победитель получает всё», приводя к тому, что партия проигравшего кандидата в каждом отдельном округе не получает представительства в правительстве, вне зависимости от числа полученных голосов. Например, на выборах в британский парламент 2005 года, 52% голосов были отданы за проигравших кандидатов и 18% были «излишними», 70% «выброшенных» голосов в сумме. Альтернативные избирательные системы, такие как пропорциональная, стараются сделать так, что почти все голоса эффективно влияют на результат, минимизируя «выбрасывание» голосов. Такая система уменьшает непропорциональность и повышает явку избирателей.

### Явка избирателей
Избирательная апатия распространена в системах относительного большинства. Исследования показывают, что система относительного большинства не даёт избирателям мотивации голосовать, что приводит к низкой явке. При такой системе многим голосование на выборах кажется пустым ритуалом и не влияет на состав парламента. Избирателям не даётся гарантий того, что распределение мест между партиями отражает распределение голосов избирателей, что отталкивает их от голосования и посылает им сигнал, что их голоса не имеют ценности и участие в выборах не кажется важным.

### Стратегическое голосование
Ситуация, в которой избиратель голосует таким образом, который не отображает его истинный выбор, мотивированная желанием повлиять на исход выборов. Стратегическое поведение избирателей может влиять на исход выборов в различных системах относительного большинства. Голосуя стратегически, избиратель отдаёт голос за другую партию, чтобы привести к лучшему, по его мнению, результату. Например, человеку действительно нравится партия А, но он голосует за партию Б, потому что ему не нравится партия В или Г, или потому, что он верит, что у партии А минимальный шанс на победу, или его нет вообще Это может привести к тому, что результат выборов определяется минимальным числом голосов. Так, результаты президентских выборов в США 2000 года были в сущности определены 600 голосами, где победил Буш. Преобладание стратегического голосования в выборах усложняет определение реальной политической ориентации населения, так как их реальная политическая ориентация не отображена в их голосах.

### Джерримендеринг
Поскольку система относительного большинства создаёт большое число «выброшенных» голосов, выборы при такой системе легко подвергается джерримендерингу, если не выстроена система для его предотвращения. Осуществляя джерримендеринг, партия, находящаяся на данный момент у власти, намеренно меняет границы округов, чтобы нечестным образом получить больше голосов.
Грубо говоря, если правящая партия Г хочет уменьшить количество мест, которые будут получены оппозиционной партией О на следующих выборах, она создаст несколько округов, в каждом из которых О будет иметь уверенное большинство голосов. О получит эти места, при этом многие избиратели «выбросят» свои голоса. Остальные округа будут организованы так, что обеспечивать в них минимальное большинство для Г. Немногие голоса за Г «выброшены», и Г выиграет много мест с небольшим отрывом, места партии О будут стоить им больше голосов, чем места партии Г.

#### Зазор эффективности
Зазор эффективности количественно измеряет джерримендеринг и был тщательно изучен Верховным судом США. Разрыв в эффективности — это разница между «выброшенными» голосами двух партий, деленная на общее количество голосов.

### Обвинения в манипуляциях
Наличие кандидатов-спойлеров часто вызывает подозрения в манипуляции избирательным списком. Спойлеры могут получать вознаграждение за участие в выборах. Спойлер так же может отказаться от участия в выборах в последний момент, что вызывает обвинения в том, что участие было спланировано изначально. Слабо информированные избиратели не имеют сравнимой возможности управлять своими голосами так же, как это делают избиратели, разбирающиеся во всех противоборствующих силах, понимающих достоинства и недостатки каждой партии.

### Спойлер-эффект
Спойлер-эффект — эффект, когда голоса разделяются между кандидатами с похожими идеологиями. Присутствие кандидата-спойлера на выборах оттягивает голоса у одного из основных кандидатов со схожими позициями, что позволяет их более сильному оппоненту выиграть. Малые партии могут непропорционально менять результаты выборов по системе относительного большинства, смещая так называемый баланс 50-50% двухпартийной системы создавая фракции с одного или обоих концов политического спектра. Это смещает победителя из абсолютного большинства в относительное большинство. Из-за спойлер-эффекта партия, несущая идеологию, не принимаемую большинством, победит, так как большинство электората разделится между двумя партиями со схожей идеологией. В сравнении с этим, при пропорциональных избирательных системах малые группы выигрывают только соответствующую часть представительства.

## Международные примеры
Великобритания продолжает использовать систему относительного большинства для выборов в парламент и для местных выборов в Англии и Уэльсе. Предлагались различные изменения в британскую систему, альтернативы изучались комиссией Дженкинса в конце 1990-х. После формирования нового коалиционного правительства в 2010 было оглашено, что как часть коалиционного соглашения будет проведён референдум о переходе на альтернативное голосование. В итоге, система альтернативного голосования была отклонена 68% британских избирателей.
Канада также использует систему относительного большинства в национальных и провинциальных выборах. В мае 2005 в Британской Колумбии был проведён референдум об отказе от одномандатной системы относительного большинства в пользу многомандатных округов с системой единого передаваемого голоса после того, как Гражданский совет по избирательной реформе рекомендовал такую реформу. Референдум имел явку 57%, не достигнув 60% для признания его состоявшимся. Второй референдум был проведён в мае 2009 года, где избиратели отвергли изменения с 39% голосов за.
Референдум в октябре 2007 года в канадской провинции Онтарио по принятию смешанной пропорциональной системы, также требующий одобрения 60%, провалился, с 36,9% голосов за. Британская Колумбия снова провела референдум по этому вопросу в 2018 году, который не был принят, когда 62% проголосовало за сохранение нынешней системы.
Северная Ирландия, Шотландия, Уэльс, республика Ирландия, Австралия и Новая Зеландия являются яркими примерами стран в пределах Великобритании или с историческими связями с ней, которые используют избирательные системы, отличные от системы относительного большинства (однако Северная Ирландия, Шотландия и Уэльс используют систему относительного большинства для выборов в британский парламент).
Страны, которые проводили демократические реформы с 1990 года, но не приняли систему относительного большинства, включают Южную Африку, почти все страны Восточной Европы, Россию и Афганистан.

### Список стран
Страны, которые используют систему относительного большинства для избрания нижней или единственной палаты своего законодательного органа, включают:
- Антигуа и Барбуда
- Азербайджан
- Багамы
- Бангладеш
- Барбадос
- Белиз
- Бермуды
- Бутан
- Ботсвана
- Мьянма
- Канада
- Коморы
- Республика Конго
- Острова Кука
- Кот д'Ивуар
- Доминика
- Эритрея
- Эфиопия
- Габон
- Гамбия
- Гана
- Гренада
- Индия
- Иран
- Ямайка
- Кения
- Кувейт
- Лаос
- Либерия
- Малави
- Малайзия
- Мальдивы
- Маршалловы острова
- Федеративные штаты Микронезии
- Нигерия
- Ниуэ
- Оман
- Палау
- Сент-Киттс и Невис
- Сент-Люсия
- Сент-Винсент и Гренадины
- Самоа
- Сейшелы
- Сьерра-Леоне
- Сингапур
- Соломоновы острова
- Эсватини
- Танзания
- Тонга
- Тринидад и Тобаго
- Тувалу
- Уганда
- Великобритания
- США
- Йемен
- Замбия